# マジック・モーメンツ
「マジック・モーメンツ」 (Magic moments) は、ハル・デヴィッドが作詞し、バート・バカラックが作曲した楽曲。ペリー・コモが1957年に発表し、1958年に全米4位を記録した。

## 解説
バート・バカラックとハル・デヴィッドのコンビは,マーティ・ロビンスに"Story of my life"に書き全米15位を記録してほどなくこの作品が2作目のヒットとなった。特にイギリスでが大ヒットし8週間全英第1位を維持し。他にイギリスではロニー・ヒルトン盤が全英22位を記録した。
リラックスしたスタイルで歌うペリー・コモにはぴったりなナンバーで、1963年にはバカラック作品You're following meもヒットさせている。

## 主要なカヴァー
- レイクサイド - （1982年）